# Невилл, Ральф (епископ)
Ральф де Не́вилл (англ. Ralph Neville; ум. между 1 и 4 февраля 1244) — английский администратор и прелат, епископ Чичестерский с 1224 года, избранный архиепископ Кентерберийский в 1231—1232 годах, избранный епископ Уинчестерский в 1238—1239 годах, хранитель Большой печати в 1213—1214, 1218—1238 и 1242—1244 годах, канцлер Англии с 1226 года, регент Англии в 1230 году. Ральф был незаконнорождённым представителем знатного английского рода Невиллов, представители которого со второй половины XII века занимали разные посты в английском королевстве. Точное происхождение самого Ральфа неизвестно, но он находился в родстве с Джеффри де Невиллом, камергером Иоанна Безземельного, при дворе которого началась карьера будущего епископа. В 1207 году он был клерком в королевском домашнем хозяйстве. Позже, благодаря покровительству Пьера де Роша, епископа Уинчестера, ему удалось сделать карьеру в королевской канцелярии, дослужившись в итоге до поста канцлера, а в 1230 году Ральф был регентом Англии во время отсутствия в королевстве Генриха III и главного юстициария.
В 1220 году Ральф получил папское разрешение, признавшее его законнорождённым, что открыло ему возможность стать священником. В 1222 году он был избран епископом Чичестера, но рукоположен был только в 1224 году. В 1231 году его с согласия короля избрали архиепископом Кентерберийским, но в 1232 году папа римский это решение отменил. Во время политической борьбы 1230-х годов Ральф смог сохранить и даже упрочить своё положение, но в 1238 году поссорился с Генрихом III из-за избрания (позже отменённого) епископом Уинчестера против воли короля. В итоге Ральф лишился контроля над Большой печатью, хотя и сохранил должность канцлера. В 1242 году ему вернули печать, но в 1244 году он умер.
Хронист Матвей Парижский писал, что Ральф Невилл был столпом стабильности, верности и истины.

## Происхождение
Ральф был незаконнорождённым сыном одного из представителей английского рода Невиллов. Впервые его представители упоминаются в 1086 году в «Книге Страшного суда». Согласно ей, некий Гилберт (I) де Невилл владел поместьем Уолкот в Линкольншире от аббатства Питерборо. Его сыновьями, вероятно, были Гилберт и Ральф де Невиллы, которые также владели землями от аббатства Питерборо и в 1125 году. На основании родового прозвания, Невилл, а также связей с аббатством Питерборо и Нормандией, исследователи сделали вывод о нормандском происхождении рода. Согласно поздней генеалогии, родоначальником рода был Балдерик Тевтон, сеньор Баквиля около Ко, который по легенде прибыл в Нормандию из Германии. Его сын Ричард, по своему фьефу Нойвиль около Тока (департамент Орн), получил патроним де Нойвиль (фр. de Neuville), который позже трансформировался в Невилл. Сыном Ричарда де Нойвиля указывается Гилберт де Невилл, который после нормандского завоевания и перебрался в Англию. Некоторые исследователи указывают, что Гилберт де Невилл был адмиралом Вильгельма I Завоевателя, которого Фульк Анжуйский снабдил 40 кораблями для флота. Также указывается, что он был сенешалем Вильгельма Завоевателя в битве при Гастинсе. Однако документального подтверждения того, что Гилберт занимал высокое положение при Вильгельме Завоевателе, не существует. Сохранился перечень его земельных владений в 1115 году, исходя из которого можно сделать вывод о том, что он в 1086 году и начале XII века был мелким арендатором в Линкольншире. Возможно, что эта легенда была сочинена в то время, когда Невиллы стали могущественными, и книжники, желая угодить им, придумали в качестве предка Невиллов компаньона Вильгельма Завоевателя, что считалось в это время престижным.
Возвышение рода началось во второй половине XII века, когда король Генрих II провёл судебную реформу, в рамках которой линкольнширский землевладелец Алан I де Невилл (умер около 1176) был назначен главным лесничим (хранителем Королевских лесов) Англии. Он настолько энергично проводил в жизнь лесное право, что заслужил всеобщую ненависть. Своё положение он использовал также для обогащения. Во время правления последующих королей, Ричарда I, Иоанна Безземельного и Генриха III, многие представители рода Невиллов занимали разные посты, некоторые из них были шерифами. Их родственные связи не всегда можно определить. Джеффри де Невилл (умер в 1225), вероятно, один из сыновей Алана I, был влиятельным бароном, камергером короля Иоанна Безземельного, его племянник Хью де Невилл (ум. 1234) — главным лесничим во время правления Генриха III.
Точно не установлено, чьим именно сыном был Ральф, но и Джефри де Невилл, и Хью де Невилл признавали своё родство с ним. Известно, что у него было несколько братьев: Николас был каноником в Чичестерском соборе, Уильям — казначеем в Чичестерской епархии. Ещё вероятными братьями Ральфа были Роджер, землевладелец в Линкольншире, Роберт, который стал канцлером казначейства, и Николас, ставший судьёй суда казначейства.

## Ранние годы
Год рождения Ральфа неизвестен, как неясно и то, какое образование он получил. При этом люди, желавшие добиться его благосклонности, называли Невилла «магистром», а в 1214 году он был признан «учёным».
В источниках имя Ральфа де Невилла появляется с 1207 года. Карьера будущего епископа развивалась благодаря королевской службе. В марте или апреле 1207 года Ральф был нанят клерком в домашнее хозяйство короля Иоанна. 29 декабря того же года он доставлял деньги в королевскую казну, хранившуюся в замке Мальборо. При этом есть и более ранние упоминания о некоем Ральфе Невилле, который доставлял какие-то предметы Хью де Невиллу; также упоминается Ральф Невилл, капеллан Хью де Невилла. Однако неясно, является ли эти персоны тем же лицом, что и будущий епископ, хотя в дальнейшем родственники будут пересекаться по работе и вести личную и деловую переписку. Однако вероятно, что именно родством с Хью Ральф обязан своей ранней карьерой при дворе.
Сохранившиеся королевские записи за следующие 4 года крайне скудны; в них Невилл снова появляется только 4 января 1213 года, а 23 декабря он получает назначение на должность хранителя Большой королевской печати под наблюдением Пьера де Роша, епископа Уинчестера, после чего началась его работа в канцелярии, которая продолжалась до самой смерти. Судя по всему, Невилл получил своё назначение благодаря де Рошу, который в это время пользовался большим расположением короля. Вероятно, что Ральф и в дальнейшем пользовался милостью епископа Уинчестерского, который в 1232—1234 годах был главным советником Генриха III.
Зимой 1213—1214 годов Ральф исполнял обязанности хранителя Большой печати. В марте 1214 года он сопровождал короля во Францию, фактически исполняя обязанности вице-канцлера (хотя и не именуясь так). Когда Иоанн Безземельный вернулся в октябре в Англию, особое назначение Невилла закончилось, хотя он и продолжал работать у короля минимум до 19 мая 1216 года.

## Глава канцелярии
Неизвестно, чем занимался Ральф во время гражданской войны. Однако в мае 1218 года он находился при дворе. 6 ноября была введена в действие созданная для юного короля Генриха III новая Большая королевская печать, её хранителем был назначен Ральф. При этом он не был канцлером, эту должность сохранял за собой Ричард Марш, епископ Дарема. Однако канцлер основное время проводил в своей епархии и редко бывал при дворе, поэтому канцелярия, очевидно, фактически находилась под управлением Невилла. Сохранилось достаточно много полученных им писем, из которых видно, что он сохранил уважение всех магнатов, которые боролись за власть в период малолетства Генриха III, а также правителей иностранных держав, которые ходатайствовали к нему для получения благосклонности. В 1219 году жители города Ла-Реоль обращались к нему как к канцлеру, а в 1221 году его официальный начальник жаловался, что Невилл не назвал его канцлером. В этот период официальные обязанности Ральфа, судя по всему, были связаны с казначейством, поскольку в одном документе в 1222 году он назван казначеем.
В апреле 1223 папа Гонорий III велел Невиллу прекратить использовать Большую печать по приказу главного юстициария и членов совета, управлявших Англией от имени малолетнего Генриха III, по существу положив окончание периоду регентства. Однако окончательно оно не закончилось до декабря 1223 года. Однако даже тогда король не был официально объявлен совершеннолетним, в результате чего запрет продолжал оставаться в силе.
В 1224 году Ральф упоминается как юстициарий Шропшира, а в 1225 году выступил в качестве одного из свидетелей переиздания «Великой хартии вольностей».
1 мая 1226 года умер канцлер Ричард Марш. Не позже 17 мая на должность канцлера был назначен Ральф. Поскольку, по сообщению Матвея Парижского, Невилл был назначен «с согласия всего королевства», его, вероятно, назначил совет, управлявший Англией во время малолетства Генриха III. Вскоре после того, как в январе 1227 года король был объявлен совершеннолетним, 12 февраля была издана королевская хартия, закреплявшая эту должность за Невиллом пожизненно. Это решение ещё дважды подтверждалось — хартиями от 16 ноября 1228 года и 14 июня 1232 года. Кроме того, ему было даровано право пожизненного хранения королевской печати им самим или назначенным им же заместителем. 4 мая 1233 года ему была добавлена должность канцлера Ирландии (также пожизненно). Таким образом, он укрепил свою власть в канцелярии в тот период, когда в королевскую немилость попали главный юстициарий Хьюберт де Бург и казначей Уолтер Моклерк, с позором уволенные со своих должностей. Во время событий 1232 года, связанных с падением де Бурга, Невилл вместе с Ранульфом де Блондевилем, графом Честером, призывали не нарушать право убежища и не арестовывать укрывшегося в церкви бывшего главного юстициария. На какое-то время их призыв возобладал действие, но позже право убежища было нарушено, и де Бурга всё же арестовали.
Под управлением Ральфа канцелярия хорошо функционировала: в списках патентных грамот, писем и штрафов продолжали фиксироваться судебные приказы, выданные королём или советниками. В 1226 году для удобства администрирования списки освобождения были отделены от закрытых писем. В 1227 году были восстановлены ещё и списки хартий. Приказы о судебных делах издавались самим канцлером и не регистрировались. Согласно хронике аббатства Сент-Олбанс, Невилл был справедлив и беспристрастен в издании приказов. Сохранился их реестр, выпущенный в этот период. Известно, что у Ральфа был свой клерк как в казначействе, так и в суде по общим делам, поэтому он был достаточно хорошо осведомлён о работе этих могущественных учреждений. Невилл сам иногда заседал в суде и в казначействе и играл важную роль в назначении судей в выездные сессии суда. Кроме того, он выполнял немало других королевских поручений, кульминацией из которых стало исполнение обязанностей регента Англии в 1230 году, когда король и главный юстициарий отправились во Францию. В этот период он встречался с валлийским князем Лливелином Великим в безуспешной попытке заключить соглашение, которое бы позволило решить споры между англичанами и валлийцами.

## Епископ
За свои услуги Ральф был щедро вознаграждён церковными бенефициями. 11 апреля 1214 года, когда он сопровождал короля Иоанна во Францию, его назначили деканом Личфилда. В течение последующих двух лет ему были выделены доходы от ряда церквей: в мае 1214 — Ладжершолла (Уилтшир), Стреттона (Шропшир); 29 октября — Ингема (Норфолк); 10 декабря — Морнингторпа (Норфолк); 27 мая 1215 — Пенрита (Камберленд); 17 марта 1216 — Хамблдена (Бакингемшир). Кроме того, он получил пребенду Венлоксбарна в церкви Святого Павла в Лондоне и стал каноником в Линкольне.
25 января 1220 года Невилл получил от папы римского разрешение считаться законнорождённым. Рекомендации ему выдали король, архиепископ Кентерберийский Стефан Лэнгтон, ряд других епископов и папский легат Гуала Биккьери, засвидетельствовавшие его безупречную репутацию. Это освободило Ральфа от церковных ограничений и открыло ему дорогу к церковным должностям. 28 октября 1222 года Невилл был представлен в сан канцлера Чичестерского собора, но в тот же день его избрали епископом Чичестера. Согласие короля было получено 1 ноября, 3 ноября Ральф получил светские полномочия, но посвящение в епископы произошло только 21 апреля 1224 года, когда архиепископ Лэнгтон в часовне Святой Екатерины в Вестминстере рукоположил его вместе с новоизбранными епископами Эксетера и Карлайла.
Сохранившиеся письма регента Чичестерского собора умоляют епископа приехать на Пасху, чтобы отслужить пасхальную мессу и решить насущные вопросы в епархии. Судя по всему, обязанности Невилла в канцелярии не позволяли ему уделять много времени управлению епархией, поэтому он нанимал священнослужителей для выполнения разных дел в ней. Судя по всему, его отношения с капитулом Чичестерского собора были хорошие. Для собора он содержал учителя богословия, а также финансово поддерживал минимум троих студентов, которые обучались в школах Линкольна, Оксфорда и Дуэ. Кроме того, он стремился защитить владения епархии от посягательств светских и церковных феодалов. Известно, что однажды епископ пригрозил отлучить от церкви графа Арундела или его людей за охоту на земле, которую он считал своей.
Позже Ральф получил надежду на дальнейшее продвижение в церковной иерархии, когда кентерберийские монахи 22 сентября 1231 года избрали его архиепископом Кентерберийским. Генрих III дал своё согласие, но папа римский в 1232 году отменил избрание по совету Симона Лэнгтона, который, как сообщают хронисты, описал Ральфа как придворного и чиновника (а не истинного священника), необразованного (хотя при избрании деканом в 1214 году он был признан «учёным») и недостойного такой должности, говорящего быстро, действующего опрометчиво и, что самое ужасное, желающего освободить Англию от подчинения папству.

## Опала
Во время политической борьбы в середине 1230-х годов Невилл показал себя умелым переговорщиком. Однако Матвей Парижский сообщает, что в 1236 году король во время реорганизации королевского правительства попытался изъять из ведения канцлера Большую печать, но тот отказался, указав, что получил её с согласия великого совета, а не короля, поэтому только совет может его уволить. Историк Фред Казел Младший сомневается в достоверности данного утверждения, указывая, что другие хронисты ничего об этом не сообщают.
Однако несомненно, что в 1238 году Невилл оказался в конфликте с Генрихом III, когда его избрали против воли короля епископом Уинчестерским. В этом году капитул Уинчестерского собора избрал епископом Уильяма де Рейли, в то время как король требовал избрать Уильяма Савойского, епископа Валанса. В итоге он выборы отменил, но тогда капитул избрал епископом Невилла. Это решение было отменено в 1239 году. Уильям Савойский был дядей Элеоноры Прованской, на которой Генрих III женился в 1236 году. Он быстро приобрёл большое влияние на короля и стремился устранить старых чиновников и провести реформы в королевской администрации. Всё это, наряду со спорным избранием Ральфа епископом, стало причиной немилости. В итоге 28 августа 1238 года в Уинчестере Генрих III вынудил Невилла отказаться от печати, хотя ему и было позволено сохранить должность канцлера с соответствующим доходом и Чичестерскую епархию.

## Смерть
Есть сведения, что в 1239 году король предложил Ральфу вновь получить контроль за печатью, но тот отказался. Только в мае 1242 года, когда Генрих III собирался во Францию, Невилл согласился взять ответственность за печать, используемую регентом. После того как король в сентябре 1243 года вернулся в Англию, Ральф поставил Большую печать на несколько королевских хартий. Однако владел он ею непродолжительное время, поскольку вскоре умер.
Ральф умер между 1 и 4 февраля 1244 года в своём роскошном дворце в Лондоне, который он построил на Нью-стрит. Позже эта улица получила название Чансери-лейн из-за того, что на ней располагалась резиденция канцлера. Очевидно, что на момент смерти Ральф был достаточно богатым человеком. В Итоне и Уинчестере у него были другие «постоялые дворы», где он мог остановиться сам и разместить своих клерков, когда приезжал туда со двором. От короля и других людей Невилл получал для себя и церкви богатые подарки. Корреспонденция канцлера и списки судей свидетельствуют о том, что он тщательно заботился о своих имениях.
Известны некоторые положения завещания Невилла. Королю были оставлены 2 кольца, а также драгоценные камни, некоторые из которых Генрих III использовал на украшение новой церкви Святого Эдуарда в Вестминстере. Каноникам Тортингтона близ Арундела была оставлена опека. Купленные им земли, включая лондонский дворец, Невилл оставил своим преемникам на посту епископа Чичестера. Лондонский дом, мебель для часовни, множество украшений и большую сумму денег на ткань он завещал декану и капитулу Чичестера. Кроме того, Невилл ввёл обычай ежегодной раздачи хлеба беднякам города Чичестер; он сохранился вплоть до XX века.
Ральф Невилл был похоронен в Чичестерском соборе, где за главным алтарём он основал часовню для поминания своей души. Ранее Невилл основал и часовню для своего первого господина и благодетеля, короля Иоанна.
Матвей Парижский в своей «Хронике» пишет, что Ральф был столпом стабильности, верности и истины. Невилл был одним из самых верных сторонников короля, сохранивших ему трон во время малолетства. Несмотря на королевскую неблагодарность, он оставался верным интересам короны и страны. При совершении правосудия Ральф отдавал его всем, особенно бедным. Кроме того, он был благотворителем церкви, потратив много денег на ремонт Чичестерского собора и увеличивая пожертвования его декану и капитулу.
Сохранившиеся письма Невилла были в 1850 году опубликованы Уильямом Генри Блау в третьем томе «Суссекских археологических коллекций».